# Bernd Förtsch
Bernd Förtsch (* 30. Juni 1962 in Kulmbach) ist ein deutscher Unternehmer und Verleger. Er ist Gründer und Eigentümer der in Kulmbach ansässigen Börsenmedien AG, die unter anderem das Börsen- und Finanzmagazin Der Aktionär herausgibt. Seit 2021 gehören auch die Finanzmagazine BÖRSE ONLINE, €uro und €uro am Sonntag zum Portfolio der Börsenmedien AG. Zudem ist Bernd Förtsch Gründer und auch heute noch größter Aktionär und Aufsichtsrat des international agierenden Online-Brokers Flatexdegiro.

## Tätigkeit
Im 1989 von ihm gegründeten Börsenbuchverlag, dem Vorgänger der Börsenmedien AG, begann Bernd Förtsch mit der Übersetzung und dem Vertrieb von Börsenbüchern internationaler Bestsellerautoren, darunter Peter Lynch und André Kostolany. 1996 folgte die Gründung des Börsenmagazins Der Aktionär, das sich heute als eine der wichtigsten deutschen Wirtschaftszeitschriften etabliert hat. Anfangs noch selbst als Chefredakteur tätig, zog sich Förtsch später aus dem Tagesgeschäft zurück, um als Herausgeber zu fungieren. Im gleichen Jahr veröffentlichte Förtsch mit dem Infotech-Report den ersten deutschsprachigen Börsenbrief zum Thema Internet-Aktien. Im Laufe der Zeit erweiterte er die Angebotspalette der Börsenmedien AG stetig weiter.
2004 brachte er mit Der Aktionär TV eine Sendung ins Fernsehen, welche die Idee von Der Aktionär auch auf dem Bildschirm umsetzte. Die Sendung wurde bei N24 ausgestrahlt und lieferte dem Zuschauer Neuigkeiten aus der Wirtschaftswelt und erklärte Zusammenhänge zwischen Nachricht und Kursentwicklung. Moderiert wurde die Sendung von Jochen Sattler.
2006 gründete Förtsch das Deutsche Anleger Fernsehen (DAF). Das DAF war der erste vollstreamende Fernsehsender im Internet; seit dem 1. Dezember 2007 wurde das Programm des DAF zudem über Satellit ausgestrahlt. Später folgte die Verbreitung über diverse Kabelnetze in Deutschland, u. a. Unitymedia und Kabel BW. Für den vom Deutschen IPTV Verband ausgelobten IPTV-Award 2010 wurde das DAF in der Kategorie Bestes Geschäftsmodell nominiert. Im März 2015 wurde bekannt, dass DAF Insolvenz anmelden musste, was u. a. den hohen Distributionskosten über Astra sowie dem Wegbrechen wichtiger Werbekunden, beispielsweise wegen der Aufhebung des Mindestkurses des Schweizer Franken im Januar 2015, angelastet wird. In diesem Zusammenhang traten am 6. März Conrad Heberling und Mick Knauff von ihren Vorstandsämtern zurück. Im November 2015 gab das Unternehmen bekannt, das Insolvenzverfahren abgeschlossen und sich in Aktionär TV AG umbenannt zu haben.
Im Dezember 2014 wurde bekannt, dass Bernd Förtsch die Mehrheit an dem Debatten-Magazin The European übernommen hat. Er erwarb 78 Prozent der Anteile, Gründer Alexander Görlach 15 Prozent. Bereits im Juli 2015 trennte sich Bernd Förtsch wieder von seinen Anteilen, nachdem das gesamte Team nach abgeschlossener Konsolidierung seine Arbeit fortsetzen konnte. Neuer Inhaber des Magazins ist seither die Weimer Media Group.
Im November 2018 teilte die Börsenmedien AG mit, 100 Prozent der Anteile an der vwd netsolutions GmbH von der vwd Vereinigte Wirtschaftsdienste GmbH zu übernehmen. Die Gesellschaft mit Sitz in Berlin betreibt das Finanzportal finanztreff.de, das laut Informationsgemeinschaft zur Feststellung der Verbreitung von Werbeträgern zu den bedeutendsten Finanzportalen im deutschsprachigen Raum zählt. Bernd Förtsch kündigte an, das Portal „wieder zu alter Stärke zurückführen zu wollen“. Das Portal wurde bereits 1998 gegründet.

### Wirken als Verleger
Unter den Labels Börsenbuchverlag, books4success (seit 2006) und Plassen Verlag (seit 2012) hat Bernd Förtsch inzwischen weit über 500 Bücher verlegt, darunter Titel namhafter Autoren wie Peter Lynch, André Kostolany, Robert Shiller, Paul Krugman, Reid Hoffman, Ray Dalio und Howard Marks. Auch Persönlichkeiten wie George Soros oder Bill Clinton wurden von Bernd Förtsch verlegt – ebenso wie auch Prominente wie Daniela Katzenberger oder Roberto Blanco. Einige der Titel schafften es in die Bestseller-Listen von Der Spiegel und Manager Magazin, darunter auch das 2015 erschienene Buch von Daniela Katzenberger mit dem Titel Eine Tussi wird Mama: Neun Monate auf dem Weg zum Katzenbaby, das auf der Frankfurter Buchmesse große Aufmerksamkeit auf sich zog. oder das 2023 erschienene Plädoyer für die Mehrheit von Sarna Röser.
Das Buch von Peter Schiff wurde mit dem renommierten Corine Literaturpreis in der Kategorie Wirtschaftsbuch ausgezeichnet. Robert Hagstroms Buch Warren Buffett. Sein Weg. Seine Methode. Seine Strategie wurde von der Wirtschaftszeitung Handelsblatt als eines der 50 wichtigsten Wirtschaftsbücher aller Zeiten bezeichnet. Das Buch „The Second Machine Age“ von den Autoren Erik Brynjolfsson und Andrew McAfee wurde mit dem Deutschen Wirtschaftsbuchpreis 2015 ausgezeichnet. Das im Plassen Verlag erschienene Buch erhielt die Auszeichnung für die fundierte Prognose der digitalen Revolution in der Industrie.

### Online-Brokerage
Bernd Förtsch ist Gründer und Mehrheitseigner des im Frühjahr 2006 gegründeten Online-Brokers flatex. Das Unternehmen mit Sitz in Kulmbach notiert seit Juni 2009 im Open Market der Frankfurter Wertpapierbörse (seit 2014 umfirmiert als Fintech Group AG) und gilt mit über 200.000 Kunden als einer der führenden Online-Broker in Deutschland. Die Aktie der Gesellschaft hat sich seit dem Börsengang um 320 Prozent verteuert (Stand Dezember 2015). 2009 übernahm flatex das Deutschland-Geschäft des US-amerikanischen Brokers E-Trade mit 11.500 Kunden. 2011 erfolgte der Markteintritt in Österreich. 2014 wurde unter dem Dach der inzwischen in Fintech Group AG umbenannten Holding  Die Aktionärsbank Kulmbach GmbH gegründet, ein Online-Broker mit Vollbanklizenz. Im November 2014 gab Fintech bekannt, sich vertraglich eine Option auf den Erwerb einer 54-prozentigen Mehrheit an der XCOM-Gruppe gesichert zu haben. Eine wichtige Konzerngesellschaft der XCOM-Gruppe bildet die biw Bank, ein Einlagenkreditinstitut, das neben umfangreichen eigenen Marktauftritten insbesondere als Outsourcing- und Transaktionspartner für Banken, Finanzdienstleister und weitere Vertriebspartner agiert. Unter anderem zählt die Fintech-Tochter flatex seit ihrer Gründung zu den Kunden der biw Bank. Am 24. März 2015 gab die FinTech Group bekannt, die Übernahme der XCOM AG erfolgreich abgeschlossen zu haben.

## Beteiligungen
Bernd Förtsch engagiert sich finanziell seit Jahren im Bereich Nanotechnologie. Er ist unter anderem an der in Frankfurt am Main ansässigen und auf Investments im Nanotech-Bereich spezialisierten Beteiligungsgesellschaft Nanostart AG beteiligt. Förtsch hatte diese Ende 2003 gemeinsam mit Marco Beckmann gegründet und sie im Sommer 2005 an die Börse gebracht. Er hält über die BF Holding GmbH 54 Prozent der Nanostart-Anteile (Stand: Oktober 2012). Nanostart wiederum hielt lange Zeit die Mehrheit an der Berliner MagForce AG, die seit Jahren an der sogenannten NanoTherm® Therapie arbeitet – ein neuartiges Verfahren zur lokalen Behandlung von Gehirntumoren. 2011 erhielt MagForce die Zulassung zum Einsatz dieser Therapie. Förtsch war bis zum 19. August 2014 Mitglied des Aufsichtsrates der MagForce AG. Das Ende des Engagements ging zeitlich einher mit dem Einstieg von Mithril Capital Management, einem von  Ajay Royan und Peter Thiel gegründeten Wachstumsfonds für transformative und langfristig ausgerichtete Technologieunternehmungen.
Ende 2015 kündigte Nanostart an, aus dem für das Unternehmen verlustreichen Bereich der Nanotechnologie auszusteigen, um sich auf deutsche Immobilien zu konzentrieren. Am 22. Dezember 2017 wurde bekannt, dass Förtsch die insolvente Hummel Manufaktur im oberfränkischen Rödental übernimmt. Er will das seit 1935 existierende Unternehmen nach vorangegangener zweimaliger Insolvenz einem Restrukturierungsprozess unterziehen. Als eine der größten Herausforderungen sieht er dabei die Erhöhung der Wertigkeit, in die er investieren möchte. Auch Vertrieb und in der Folge die Entwicklung der Margen seien zentrale Bestandteile seines Konzepts, das Hummel wieder zu alter Stärke verhelfen soll.

## Börse
Auf dem Höhepunkt der bis Frühjahr 2000 dauernden Spekulationsblase verwaltete und beriet Bernd Förtsch Investmentfonds mit einem Volumen von rund drei Milliarden DM. Der von ihm betreute DAC-Kontrast-Universal-Fonds (WKN 849069) galt lange Zeit als einer der besten Neue-Markt-Fonds. Auch Jahre später erzielte Förtsch Erfolge. So war er unter anderem als Berater für den Vermögensaufbau-Fonds HAIG I (WKN 541972) tätig, der 2003 von den Zeitschriften Finanzen und Euro am Sonntag zum Fonds des Jahres und im Januar 2008 mit dem Fund Award der Euro am Sonntag (1. Platz in der Kategorie Mischfonds (überwiegend Aktien) im Zeitraum 5 Jahre) ausgezeichnet wurde. Der Vermögensaufbau-Fonds HAIG I hatte zwischenzeitlich eine 5-Jahres-Performance von über 150 Prozent aufzuweisen, welche die Ratingagentur Morningstar mit fünf Sternen bewertete.
Auch Förtsch selbst wurde mehrfach ausgezeichnet: So hat er im Jahr 1998 vom Magazin Finanzen den Titel Fondsmanager des Jahres und für den DAC-Fonds UI (WKN 978172) – Wertentwicklung von der Auflegung 1997 bis zum Hoch im März 2000: 984 Prozent – den Micropal Award von Standard & Poor’s für das beste Ergebnis aller international veranlagenden Aktienfonds verliehen bekommen. Das Wall Street Journal kürte ihn zweimal zum Fondsmanager des Jahres.
Die Redaktion von DER FONDS darf laut einem Urteil des Landgerichts Hamburg vom 28. Februar 2006 allerdings auch weiterhin behaupten, dass Bernd Förtsch mit seinem DAC-Fonds UI „totalen Schiffbruch“ erlitten habe.
Der DAC-Kontrast-Universal-Fonds und der DAC-Fonds UI wurden beide im Jahr 2010 aufgelöst.

## Auszeichnungen
2008 ist Bernd Förtsch die Silberne Bürgermedaille seiner Heimatstadt Kulmbach verliehen worden. 2023 wurde Bernd Förtsch außerdem die Goldene Bürgermedaille Kulmbachs verliehen.

## Mandate
- Mitglied des Aufsichtsrats der FinTech Group AG, bis 31. Januar 2017[31]
- Mitglied des Aufsichtsrats der MagForce AG, bis 19. August 2014[32]
- Mitglied des Aufsichtsrats der ViTrade AG, bis 11. Januar 2014[33]
- Vorsitzender des Aufsichtsrats der Panthera Capital AG[34]
- Mitglied des Aufsichtsrats der XCOM AG, bis 31. Januar 2017[35]